# Muteba Kidiaba
Robert Muteba Kidiaba (Lubumbashi, 1º febbraio 1976) è un ex calciatore della Repubblica Democratica del Congo, di ruolo portiere.

## Biografia
È famoso per la caratteristica di pararigori e per la sua esultanza saltellando (da seduto) sui glutei.

## Palmarès

### Club

#### Competizioni regionali
- Katanga Provincial League: 2

TP Mazembe: 2006, 2007

#### Competizioni nazionali
- Campionato della Repubblica Democratica del Congo: 6

TP Mazembe: 2006, 2007, 2009, 2011, 2013, 2014
- Supercoppa della Repubblica Democratica del Congo: 2

TP Mazembe: 2013, 2014

#### Competizioni internazionali
- CAF Champions League: 3

TP Mazembe: 2009, 2010, 2015
- CAF Super Cup: 2

TP Mazembe: 2010, 2011
- Coppa della Confederazione CAF: 1

TP Mazembe: 2016